# Nob (Israël)

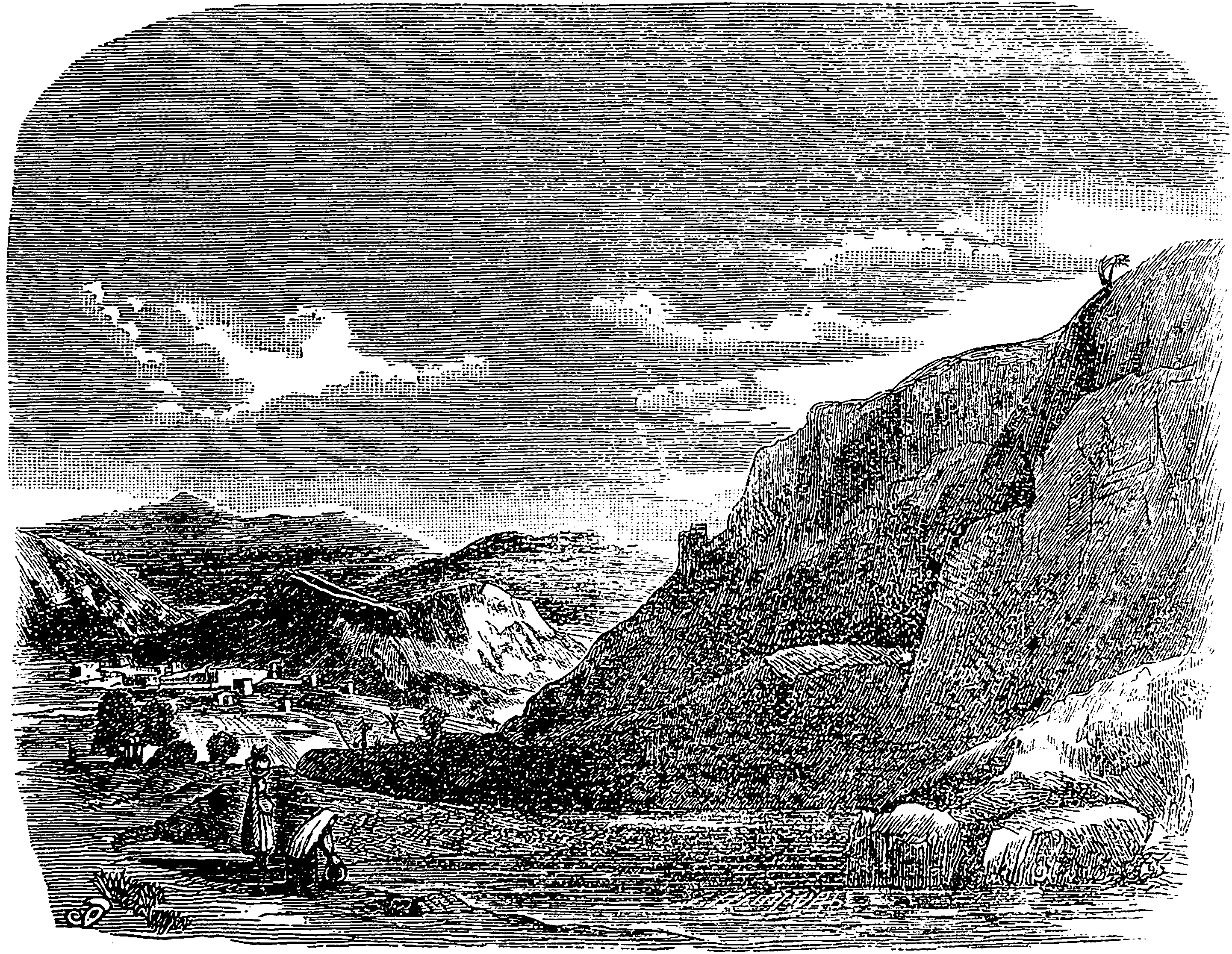
Nob (Israël)

Nob est une ville de prêtre située en Israël antique, dans le quartier de Jérusalem. La ville est particulièrement célèbre pour avoir été l'endroit où furent massacré les prêtres hébreux. Le massacre, ayant été perpétré par Doëg l'Edomite, agissant sous les ordres du roi Saül, est relaté dans la Bible,. 

## Emplacement
La ville se situe au sud de la terre associée à la tribu de Benjamin, est est identifiée au sein du village de Shuafat, au nord de Jérusalem.

## Nob dans la Bible
La ville figure dans la Bible dans le Premier Livre de Samuel, et est mentionnée comme la cité où les prêtres furent massacrés. Il est généralement soutenu que David visita Nob, ville que Saül pourchassa. David déçut le grand prêtre Achimélech, et ce dernier répliqua innocemment à l'interrogation de Saül. Saül, alors, ordonna à Doëg l'Edomite d'exécuter les prêtres de Nob. Il est pensé que David recherchait le soutien d'un ordre ecclésiastique en tant que seule contre-autorité de la nation face à l'État. Cela signifierait que depuis que Nob était une ville de prêtres, elle n'était point favorable à l'approvisionnement de David en nourriture et en armes lorsqu'il fuyait Saül. Evidemment, les prêtres n'étaient point armés, et la nourriture que les habitants locaux pouvaient leur apporter en offrande n'est rituellement autorisée qu'aux prêtres, ainsi qu'à leur famille (désignée comme terouma). Pour cette raison, certains biblistes font remarquer que David mange le pain de proposition, étant plus sacré que la nourriture réservée aux prêtres, or, n'est pas la terouma. D'autres biblistes interprètent l'histoire de l'arrivée de David à Nob tel un acte intentionnel, dans le but de manger le pain de proposition et de récupérer l'épée de Goliath restée à Nob. Ces actes furent perpétrés afin de minimiser le prestige de Saül. Il est également pensé qu'Achimélech fut de connivence avec David.
Outre le Livre de Samuel, la ville de Nob est mentionnée dans le Livre d'Isaïe, concernant l'attaque néo-assyrienne sur Israël. Nob est aussi mentionnée dans le Livre de Néhémie, concernant les terres juives à la suite de l'exil à Babylone,,.
Dans le Livre des Antiquités bibliques, connu comme étant un ouvrage de Pseudo-Philon datant du Ier siècle, la ville de Nob apparaît comme l'endroit où s'est produit l'épisode de la concubine du Lévite, ayant eut lieu sur le territoire de la tribu de Benjamin.